# غرونينغن (ألمانيا)
غرنينغن (بالألمانية: Gröningen) هي بلدة ألمانية تقع في ألمانيا في ساكسونيا أنهالت. يقدر عدد سكانها بـ 4,067 نسمة .

## أعلام
- كريستيان أوغستين
- فريدريش إدوارد هوفمان
- يوهان أوقست جاست
- لويز أستون